# Salaiole
Salaiole is een plaats (frazione) in de Italiaanse gemeente Borgo San Lorenzo.